# Bateria Nadbrzeżna Cytadeli Warszawskiej
Bateria Nadbrzeżna (fort Rymkiewicza) – jeden z fortów Cytadeli Aleksandrowskiej, stanowiącej trzon Twierdzy Warszawa.
Wzniesiona w ogólnym zrębie w latach trzydziestych i czterdziestych XIX wieku, Cytadela spełniała głównie funkcje więzienne i policyjne, mając niewielkie możliwości rzeczywistej obrony miasta przed regularną armią z powodu swojego umiejscowienia i konstrukcji. Z tego powodu bardzo szybko przystąpiono do budowy kolejnych umocnień, wysuniętych przed narys Cytadeli.
Bateria Nadbrzeżna została wzniesiona w latach 1849–50 jako ziemne umocnienie, położone na północ od Cytadeli, niedaleko brzegu Wisły. Zadaniem baterii była obrona nurtu Wisły oraz podejść pod twierdzę od strony północnej. W latach 1864–1874 dzieło zostało znacznie rozbudowane.
Umocnienie zostało zniszczone w okresie międzywojennym, aczkolwiek fragment baterii istniał jeszcze w 1945 roku.
Następnie w jego miejscu wzniesiono osiedle Kępa Potocka.